# Vaišelga
Vaišelga (auch: Vojselk, Vaisvilkas) († 9. Dezember 1268) war als Sohn von Mindaugas und seiner Ehefrau Morta Mindaugienė, Großfürst von Litauen zwischen 1264 und seiner Abdankung 1267.

## Leben
Er war ein orthodoxer Mönch, der aufgrund der Ermordung seines Vaters Mindaugas die Macht übernehmen musste. Dank der Ehe seiner Schwester mit dem galizischen Fürsten Švarno (1255) hatte er den Rückhalt, den Thron seines Vaters zu übernehmen. Sein Cousin und Gegenspieler Treniota wurde im Frühling 1264 ermordet. Sein anderer Gegenspieler, Daumantas († 1299) wurde 1265 nach Pskow verjagt.
Dann trat Vaisalga 1267 zugunsten des Fürsten Švarno zurück und ging wieder ins Kloster. Dort wurde er bald darauf ermordet, wohl auf Anstiftung von Švarnos Bruder Lev († 1301). Švarno starb 1269/70 ebenfalls und so wurde Traidenis (auch: Trojden, † um 1282) für ein Jahrzehnt der neue Großfürst Litauens.